# Longford (Condado de Longford)
Longford (en irlandés An Longfort) es la cabecera del Condado de Longford, Irlanda. Según el censo de 2016, su población es de 10 008 habitantes. Es la ciudad más grande del condado y cerca de un tercio de su población vive allí. Longford está situado en la intersección de las rutas N4 y N5, lo que significa que el tráfico que viaja entre Dublín y los condados de Mayo y Roscommon pasa a través de la ciudad.
La ciudad está construida en las orillas del río Camlin (en irlandés, Camlin; que significa «estanque retorcido») y que a su vez es un afluente del río Shannon. El nombre de Longford es un anglicismo del irlandés Longphort, que significa «muelle». Siendo Longfort la ortografía moderna.

## Historia
La zona perteneció hasta el siglo XIII a Annaly, un feudo que estaba controlado por el clan O'Farrell, quienes pese al dominio inglés recuperaron el control de la región hacia el siglo XV. Es por ello que la ciudad también es conocida como Longphort Uí Fhearghail («puerto de O'Farrell»).
En 1400 se fundó allí un convento dominicano.

## Patrimonio cultural
Cerca de la villa corre un camino celta de la edad de hierro, el Corlea Trackway, cuyo principal tramo se encuentra en Keenagh. Se cree que fue construido en el año 148 a. C., atravesando un pantano en las proximidades del río Shannon. Es el camino de roble más extenso que se han descubierto en Europa y fue excavado por el profesor Barry Raftery de la University College Dublín. En el interior del Corlea Trackway Visitor Centre se halla conservado un tramo de 18 metros en exhibición permanente, en un salón especialmente diseñado con humidificadores para evitar que la madera se agriete por el calor. El Bord na Móna y el Servicio de Patrimonio han realizado trabajos de conservación de la ciénaga que lo rodea para asegurar que se mantiene húmedo y que el camino enterrado no peligra. En el centro se exhiben, además, otros artefactos históricos.
Una de la más importantes obras arquitectónicas es la catedral de San Mel, la cual posee vitrales hechos por Harry Clarke. Entre ellos se encuentra una de sus primeras obras, La consagración de San Mel como obispo de Longford, que se exhibió en la Exposición anual de arte industrial en 1910, donde obtuvo el segundo premio. Ese año se exhibió también en la Sociendad de arte y artensanías de Irlanda, logrando el cuarto lugar. La catedral sufrió daños considerables en un incendio el 25 de diciembre de 2009. Los dos vitrales principales (que representan a Santa Ana y la Resurrección de Jesús), ubicados en el transepto, se encuentran en condiciones de ser restaurados.
La catedral pertenece a la diócesis de Ardagh y está dedicada a San Mel, el fundador de la diócesis de Ardagh. Fue obra del arquitecto John Benjamin Keane, quien también diseñó la Iglesia de San Francisco Javier en Dublín.

## Demografía
| 3062       | 3783 | 4516 | 4966 | 4467 | 4819 | 4375 | 4380 | 3827 | 3747 | 3760 | 3685 | 3807 | 4020 | 4167 | 4129 | 4791 | 6835 | 6984 | 8836 | 9601 |
| (Fuente: ) |      |      |      |      |      |      |      |      |      |      |      |      |      |      |      |      |      |      |      |      |

## Economía

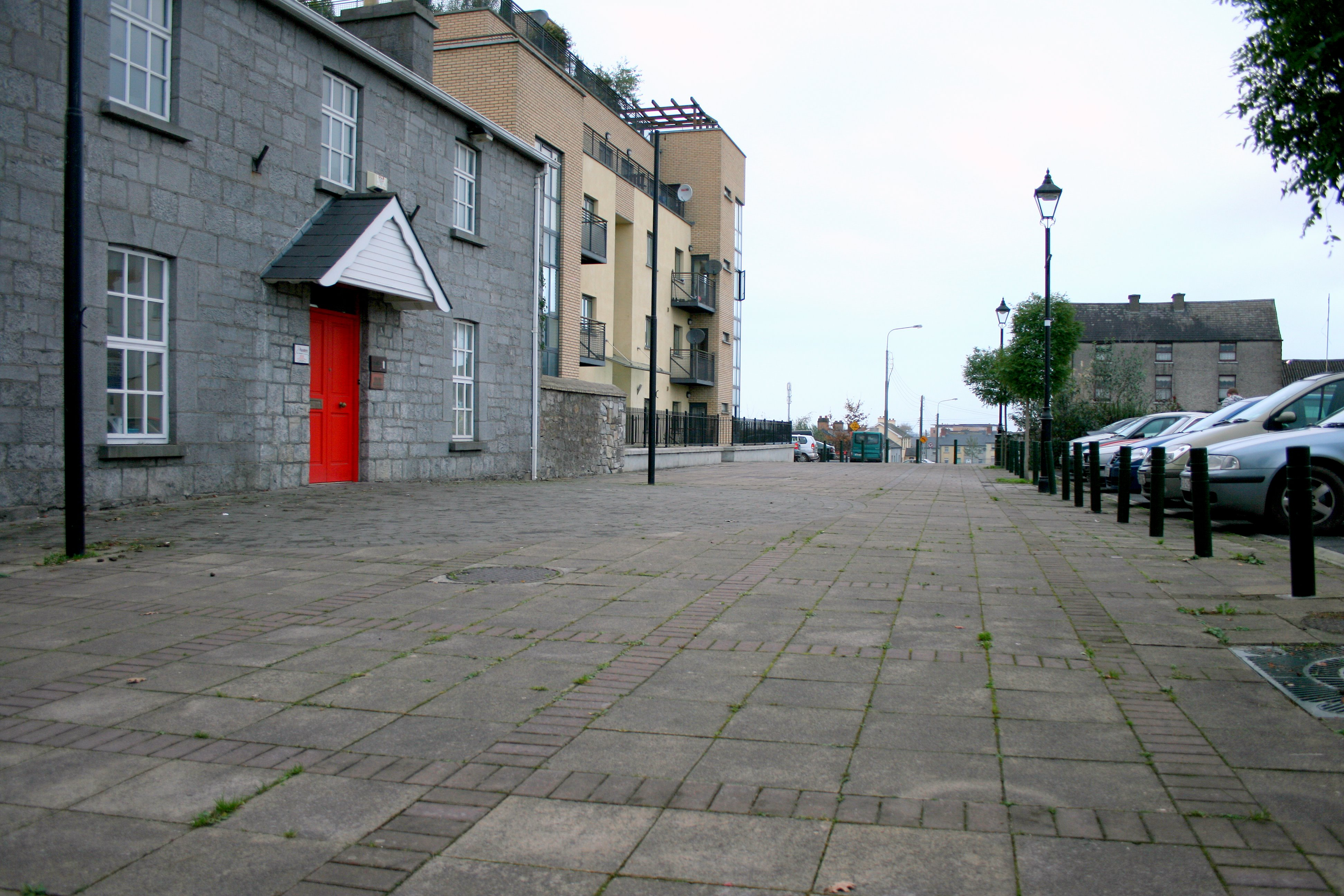
Cámara de comercio de Longford

Las principales industrias de Longford son la producción agropecuaria, aserraderos, manufactura de acero, comercio minorista, producción de cables y de diagnósticos médicos. Es un proveedor importante de servicios terciarios para el condado, así como la ubicación de la Consejería de Bienestar Social y el Servicio Penitenciario de Irlanda. La ciudad es también un centro comercial importante, con muchos puntos de venta incluyendo grandes cadenas de supermercados y locales de empresas importantes a nivel nacional.
Hasta 2007, la construcción fue una gran fuente de empleo, incentivada principalmente por recortes impositivos para el desarrollo de propiedades establecidas según el régimen de Renovación Rural (Rural Renewal). Sin embargo, la actual desaceleración de esta industria, el retiro de Renovación Rural y el exceso de oferta de propiedades, ha causado grandes pérdidas de empleos en el sector y un aumento significativo del desempleo en la región.

## Transporte

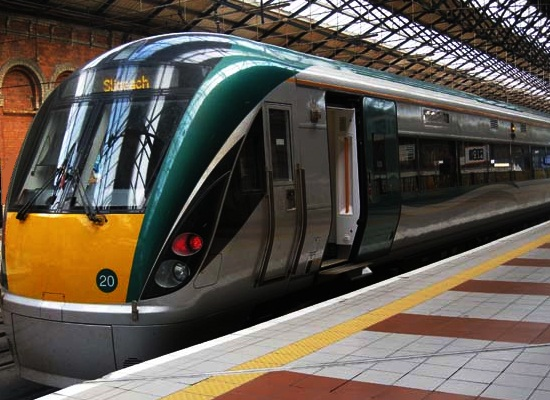
El principal medio de transporte en Longford es el ferrocarril.

Longford está situado en la intersección de las rutas N4 y N5. A través de la ruta N4 la villa se conecta a Sligo y de la N5 con Castlebar y Westport. El 3 de agosto de 2012 se completó una obra que desvía la ruta N5 para que rodee al casco urbano en lugar de atravesarlo y así evitar la congestión de tránsito que era habitual en horario pico. La ruta N4 tiene un desvío alrededor de la ciudad, que consta de una sola calzada con cuatro rotondas. Dicho desvío fue inaugurado el 2 de junio de 1995 y forma parte de la avenida de circunvalación que está previsto que rodeará la ciudad cuando esté terminada.
La villa se encuentra en el trayecto ferroviario que une Dublín con Sligo, a aproximadamente 122 km de Dublín y 91 km de Sligo. Pese a la gran distancia que la separa de la capital irlandesa, Lonford es una ciudad dormitorio de la misma. La mayor parte de este estrato de población utiliza el servicio ferroviario, que completa el servicio a la capital en una hora y cuarenta y cinco minutos. La estación de ferrocarril fue inaugurada el 8 de noviembre de 1855.
El tercer sistema de transporte de mayor relevancia es el automotor. Hay un gran número de servicios de autobús a Dublín y otras ciudades, tanto fuera como dentro del condado. Ya sea transporte público (Bus Éireann) como privado. A su vez existen servicios de transporte específicos para los colegios secundarios durante el ciclo lectivo.
Por vía fluvial, la localidad queda comunicada a través del Royal Canal, que fue reabierto en octubre de 2010 después de años de estar abandonado y lleno de maleza. La navegación es ahora posible desde Spencer Dock, en Dublín a Shannon, en Clondra.
Por vía aérea, el principal acceso se encuentra al sudeste, es el Aeródromo de Abbeyshrule. El aeródromo recibe la afluencia regular de pequeñas aeronaves de aviación general, principalmente de modelos Cessna 150 y 182. El aeropuerto también cuenta con dos centros de entrenamiento de vuelo, uno para la aviación general (Aeroclub 2000) y otro para el entrenamiento de vuelo de aviones ultraligeros (Ultraflight).

## Educación
La iglesia católica está fuertemente arraigada en Irlanda y ello repercute en su sistema educativo. Así, de los tres colegios de educación secundaria de Longford, dos están dirgidos por instituciones religiosas. El Colegio St. Mel, el cual es exclusivo para varones, y el Meán Scoil Mhuire, exclusivo para niñas y dirigido por las Hermanas de la Misericordia. El tercero es laico, el Templemichael College, anteriormente conocido como Escuela Técnica de Longford. También existe un centro de educación para adultos.
St. Mel College es la institución educativa más antigua y está actualmente dirigido por el diócesis de Ardagh. Fue fundada en 1865 por el obispo Kilduff, como seminario diocesano para capacitar a los estudiantes para el sacerdocio. En 1879 el colegio mutó de seminario a internado y en el 2000 se transformó en un colegio regular. Actualmente es el colegio con mayor matrícula del condado y es localmente conocido por sus estrictas normas de conducta y su éxito a nivel nacional en el fútbol, fútbol gaélico, atletismo, baloncesto y rugby.

## Deporte
La ciudad tiene una gran variedad de clubes e instalaciones deportivas, que incluyen a los englobados por la Asociación Atlética Gaélica, clubes de rugby y tenis, un club de fútbol, dos piscinas cubiertas, un amplio gimnasio y un campo de golf de 18 hoyos.

### Fútbol gaélico
El deporte más popular es el fútbol gaélico. La sede de la Asociación Atlética Gaélica de Longford está situada en Pearse Park, con una capacidad para alrededor de 11 000 espectadores. El equipo Longford Gaelic ha tenido relativamente poco éxito a nivel nacional, en gran parte reflejo del pequeño tamaño de la población del condado. Pese a ello, en 1966 obtuvo el título de la All-Ireland Football Championship y en 1968 se consagró campeón de Leinster en la categoría Senior. En la categoría Minor, el equipo ganó el título de Leinster en 2002 y 2010, y sus escuadras sub-21 han llegado a varias finales a lo largo de los últimos años, siendo la última en 2006. El principal club de fútbol gaélico local es el Longford Slashers, fundado en 1954, que ha ganado más Senior County Championships que cualquier otro equipo del condado, siendo su victoria más reciente la del año 2010. El equipo del condado tuvo su mejor actuación en la Sam Maguire Cup de 1968, en el cual perdió la semifinal nacional contra el Condado de Kerry.
Los chicos del colegio secundario también participan en una competencia denominada Colleges A, ganando 29 veces el título de Leinster y 4 a nivel nacional, en la denominada Copa Hogan. El equipo del colegio St. Mel lleva más campeonatos ganados que la suma de todos los otros colegios juntos. Dicha institución ostenta el récord nacional de dos temporadas seguidas sin recibir goles, la de 1966 y 1967. En las cuales portaba un uniforme totalmente negro.

### Hurling
En hurling, el equipo del condado, el Longford Hurling, no es tan relevante a nivel nacional como el de fútbol gaélico. Existen tres clubes locales que practican esta disciplina, Longford Slashers, Wolfe Tones y Clonguish. El equipo ganó tres veces la National League Division, en 2002, 2005 y 2006, cuando ganaron el Leinster Shield. En 2009 descendieron hasta la cuarta división, para llegar a la final de la misma al año siguiente. Dicha competencia recibió el nombre de Lory Meagher Cup y fue perdida frente a la escuadra del Condado de Monaghan.

### Fútbol
El fútbol llegó a Longford durante la dominación inglesa en el siglo XIX, cuando la villa era una guarnición militar. En 1924 se fundó el Longford Town Football Club, el cual ingresó en la Liga irlandesa de fútbol en 1984.
Su época dorada fue entre los años 50 y 60. A comienzos de los años 1960, de este club surgió Willie Browne, quien luego jugó para el University College Dublín A.F.C. y el Bohemian FC, el cual capitaneó por tres temporadas consecutivas. Otros jugadores destacables cuya trayectoria haya iniciado en Longford fueron Lal Donlon, Mel Mulligan, John O'Connor y Billy Clarke.
El estadio se llama Flancare Park, y está ubicado en la townland de Mullolagher, al oeste de la ciudad, sobre la ruta N5. Anteriormente, el club tenía su sede al norte de Abbeycarton. El Longford Town Football Club ha tenido un éxito notable en los últimos años, siendo dos veces ganador de la Copa de Irlanda, en 2003 y 2004, y participando de la Liga Europea de la UEFA, aunque sin conseguir mayores logros.

### Baloncesto
Longford está representado en baloncesto por dos clubes, Torpedo's y Longford Falcons. Entre ellos hay una diferencia de relevancia considerable, a favor de Torpedo's. Este club fue fundado 1973 y ha competido en las ligas del Condado de Meath, Cavan y la nacional. El club ha tenido mucho éxito en los últimos años y recientemente participó en el Torneo de Baloncesto de Flandes en Gante, Bélgica. Actualmente el equipo masculino compite en la Shannon Side League y el femenino en la North East League. Ambos equipos juegan de local en Edworthstown.
A su vez, Longford Falcons ha obtenido numerosos títulos en las ligas de Leinster y nacionales en las categorías inferiores. El club tiene su sede en el Mall Sports Complex, al este de la villa.

### Otros deportes
Para los golfistas, Longford ofrece un amplio campo de 18 hoyos. A su vez, dentro de un radio de 50 km existen una serie de circuitos en los cuales se puede jugar a nivel profesional. Como el Nick Faldo-designed Lough Rynn, Glassan y Slieve Russell.
Además alberga un club de rugby, el Longford RFC, cuyo campo se encuentran en Demesne, al norte de la ciudad, y que participa en la Liga de Leinster.
También posee un complejo deportivo y comercial muy amplio. El complejo incluye una piscina, elementos de gimnasio, tanto en interiores como al aire libre, y canchas de fútbol y baloncesto. El centro comercial en sí es un lugar de paseo muy popular, cuya vuelta es de aproximadamente 2 km.